# 盧宛茵
盧宛茵（英語：Angelina Lo Yuen-yen，1953年3月15日—），香港資深女演員。為前無綫電視合約藝員。

## 簡歷
盧宛茵是家中獨女，小時候的家境不錯，自小就喜歡戲劇同東洋藝術，曾在日本生活過一段時間，回港後又在日資公司任職秘書，於1973年在無綫電視藝員訓练班畢業後加入無綫電視，不久便在電視劇《朱門怨》飾演二少奶角色一炮而紅。1975年，她與香港第一代新聞主播何鉅華（曾任無線新聞部經理、亞視新聞總監、佳藝電視新聞總編輯）結婚，並育有長子（1976年10月25日—）、次子何匡宇（1981年2月13日—）、幼女（1984年10月4日—）。她於1977年轉往麗的電視，於1987年重返無線電視，並在隔年離婚。
盧宛茵在無綫電視劇集曾出演不少經典角色，較著名如《季節》的「唐麗珠」（三姑姐），演出母親的《卡拉屋企》「廖仲好」、《戆夫成龍》的「米珠蓮」（阿旺養母）、《阿旺新傳》的「丁秀蓮」（阿旺母親）、《高朋滿座》的「何妙喜」（事頭婆）、《女王辦公室》的「雷萬如珠」（雷師奶）、《魚躍在花見》的毒人「冷雍容」、《真相》的「馮潔麗」（韋師奶、性侵案中出任陪審員）等。
另外，她還飾演一些市井、搞笑小婦人角色，如《鬥氣一族》的「小嬌」（鄧仁威〔夏雨飾〕之妻子）、《同撈同煲》的「林蘭卿」、《胭脂水粉》的「吳路笑容」和《富貴門》的「鮑笑雁」等。
2012年，盧宛茵在劇集《缺宅男女》飾演慈母「張美玲」，獲得觀眾讚賞。不久廣告公司便找盧宛茵拍添寧紙尿褲廣告。
2013年，盧宛茵再次離開無綫電視，轉投香港電視。2014年1月，她再度重返無綫電視。
2014年4月，盧宛茵因一段改編自《公屋·居屋·私樓》潮文的短片放上YouTube，飾演白鴿眼外母一角，引來網上熱話。
2018年12月16日，盧宛茵在《萬千星輝頒獎典禮2018》中獲頒「專業演員大獎」，以表揚其多年來於無綫電視所作出之演藝成就。同年憑劇集《BB來了》「葉康麗貞」一角入圍「最佳女配角」最後五強。

## 演出作品

### 電視劇（無綫電視）
| 播映年份     | 劇名              | 角色                 |
| 1973年       | 小鳳仙            |                      |
| 1973年       | 智慧的燈          | 淨華                 |
| 1973年       | 朱門怨            | 二少奶               |
| 1973年       | 姊妹情            |                      |
| 1974年       | 芸娘              |                      |
| 1974年       | 民間傳奇          |                      |
| 1974年       | 太太团            |                      |
| 1975年       | 董小宛            |                      |
| 1975年       | 小婦人            | 表妹玲               |
| 1975年       | 新婚之夜          |                      |
| 1975年       | 宋江怒殺閰婆惜    | 閰婆惜               |
| 1976年       | 楊貴妃            | 虢國夫人             |
| 1987年       | 季節              | 唐麗珠（三姑姐）     |
| 1988年       | 鬥氣一族          | 李小嬌               |
| 1988年       | 風流父子兵        | 曾全香               |
| 1989年       | 吉星報喜          | 杜大娘               |
| 1989年       | 花月佳期          |                      |
| 1989年       | 相爱又如何        |                      |
| 1989年       | 飞虎群英          | 五姐                 |
| 1990年       | 愛情三角錯        | 谭媚                 |
| 1990年       | 阿二一族          | 周君麗               |
| 1990年       | 笑傲在明天        | 顔如玉               |
| 1991年       | 浪族闊少爺        | 金艳娇（娇姐）       |
| 1991年       | 月兒彎彎照九州    | 李大婶               |
| 1991至1992年 | 卡拉屋企          | 廖仲好（肥媽）       |
| 1992年       | 龍的天空          | 罗美娥               |
| 1993年       | 九彩霸王花        | 柴細玲               |
| 1993年       | 大頭綠衣鬥殭屍    | 如夢                 |
| 1994年       | 第三類法庭        | 林如玉               |
| 1994年       | 餐餐有宋家        | 常開心               |
| 1995年       | 娛樂插班生        | 鄧麗泰               |
| 1995年       | 親恩情未了        | 李寶瓊               |
| 1995年       | 包青天            | 姥姥                 |
| 1996年       | 900重案追兇       | 朱美玉               |
| 1996年       | 西遊記            | 王母娘娘             |
| 1997年       | 濟公              | 八彩                 |
| 1999年       | 命轉情真          | 歐貴歡               |
| 2000年       | 緣份無邊界        | 周丽英               |
| 2000年       | 創世紀II天地有情  | 陳丹                 |
| 2000年       | 雷霆第一關        | 陳嘉怡               |
| 2001年       | 錦繡良緣          | 沈金卿               |
| 2001年       | 公私戀事多        | 楊翠英               |
| 2001年       | 婚前昏後          | 戴襯歡               |
| 2002年       | 情牽百子櫃        | 谷麗莎               |
| 2002年       | 談判專家          | 鄧小嫻               |
| 2002年       | 戆夫成龍          | 米珠蓮               |
| 2003年       | 撲水冤家          | 朱少芬               |
| 2003年       | 洗冤錄II          | 香姑                 |
| 2003年       | 金牌冰人          | 李雲娘               |
| 2003年       | 衝上雲霄          | 蔡司琳               |
| 2003年       | 西關大少          | 何梁娣               |
| 2004年       | 翡翠戀曲          | 貓姐                 |
| 2004年       | 皆大歡喜          | 高秀萍/艾娜          |
| 2004年       | 青出於藍          | 曾寶燕               |
| 2004年       | 水滸無間道        | 徐慧心               |
| 2005年       | 我師傅係黃飛鴻    | 吳德嫻               |
| 2005年       | 同撈同煲          | 林蘭卿               |
| 2005年       | 胭脂水粉          | 吳路笑容             |
| 2005年       | 阿旺新傳          | 丁秀蓮（蓮姐）       |
| 2006年       | 潮爆大狀          | 岑玉琴               |
| 2006年       | 高朋滿座          | 何妙喜（事頭婆）     |
| 2006年       | 刑事情報科        | 森哥妻               |
| 2006年       | 鳳凰四重奏        | 戴可兒               |
| 2007年       | 同事三分親        | 上官鳳               |
| 2007年       | 亂世佳人          | 容玉華               |
| 2008年       | 金石良緣          | 錢秀清               |
| 2008年       | 法證先鋒II        | 郭綺芬               |
| 2008年       | 疑情別戀          | 葉麗珠               |
| 2008年       | 珠光寶氣          | 何太                 |
| 2009年       | 學警狙擊          | 馬英愛               |
| 2009年       | 烈火雄心3         | 潘玉紅（卓師奶）     |
| 2009年       | 富貴門            | 鮑笑雁               |
| 2009年       | 廉政行動2009      | 李雅惠之母           |
| 2010年       | 女王辦公室        | 雷萬如珠             |
| 2011年       | 仁心解碼          | 趙玉芬               |
| 2011年       | 隔離七日情        | 郭詠梅               |
| 2011年       | 魚躍在花見        | 冷雍容               |
| 2011年       | 七號差館          | 牛二姑               |
| 2011年       | 點解阿Sir係阿Sir  | 董秀蘭               |
| 2011年       | 真相              | 馮潔麗               |
| 2011年       | 蓋世孖寶          | 戴金                 |
| 2012年       | 缺宅男女          | 張美玲               |
| 2012年       | 東西宮略          | 申太                 |
| 2012年       | 當旺爸爸          | 闊太                 |
| 2012年       | 女警愛作戰        | 畢玲瓏（十姐）       |
| 2012年       | 拳王              | 吳雪芳               |
| 2012年       | 飛虎              | 羅寶蓮（Pauline姐）  |
| 2012年       | 幸福摩天輪        | 許明霞/許玉琪        |
| 2013年       | 情越海岸線        | 劉妙蓮               |
| 2013年       | 巨輪              | 阮淑娥               |
| 2014年       | 我們的天空        | 董太                 |
| 2014年       | 老表，你好hea！   | 盧巧音校長           |
| 2014年       | 愛·回家           | 春姐                 |
| 2015年       | 天眼              | 梁美德               |
| 2015年       | 水髮胭脂          | 滿承愛               |
| 2016年       | 愛情食物鏈        | 蔡蓮                 |
| 2016年       | 廉政行動2016      | 家儀母               |
| 2016年       | 一屋老友記        | 嬌                   |
| 2016年       | 巨輪II            | 阮淑娥               |
| 2016年       | 為食神探          | 馮靜梅               |
| 2017年       | 親親我好媽        | 魯花                 |
| 2017年       | 雜警奇兵          | 陳秀芳               |
| 2017年       | 性在有情          | 廖黛琳               |
| 2018年       | 果欄中的江湖大嫂  | 湯小紅（小紅哥）     |
| 2018年       | 天命              | 穎貴太妃             |
| 2018年       | BB來了            | 葉康麗貞（Joyce）    |
| 2018年       | 是咁的，法官閣下  | 尤婉曼（Ivanna）     |
| 2019年至今   | 愛·回家之開心速遞 | 崔李悟璋（崔Auntie） |
| 2019年       | 福爾摩師奶        | 徐帶金               |
| 2019年       | 鐵探              | 張麗嫻               |
| 2019年       | 十二傳說          | 施易美嬌             |
| 2019年       | 牛下女高音        | 笑姑                 |
| 2020年       | 黃金有罪          | 陸香                 |
| 2020年       | 過街英雄          | 元麗芸               |
| 2021年       | 陀槍師姐2021      | 翁羅美蘭             |
| 2021年       | 智能愛人          | 余鳳釵               |
| 2023年       | 法言人            | 庾姚倩瑩（Diana）    |
| 2023年       | 隱門              | 殷朱美琳（殷老太）   |
| 2023年       | 你好，我的大夫    | 田雪娟               |
| 未播映       | 非份之罪          |                      |
| 拍攝中       | 俠醫              |                      |

### 電視劇（香港電視）
| 播映年份 | 劇名           | 角色   |
| 2015年   | 我阿媽係黑玫瑰 | 桑师奶 |

### 電視劇（麗的電視）
| 播映年份 | 劇名               | 角色       |
| 1977年   | 三少爺的劍         |            |
| 1977年   | 铸情               |            |
| 1978年   | 吾家有女           |            |
| 1978年   | 十二生肖           | 紅姐       |
| 1978年   | 追族               | 雷祖怡     |
| 1978年   | 浣花洗劍錄         | 王大娘     |
| 1979年   | 天龍訣             | 唐月娥     |
| 1979年   | 奇女子             | 高尚禮妻   |
| 1979年   | 怒劍鳴             | 凌夫人     |
| 1980年   | 大內群英           | 花大娘     |
| 1980年   | 浪濺長堤           | 馬太       |
| 1980年   | 大地恩情之古都驚雷 | 陸國志夫人 |
| 1981年   | 珠海梟雄           | 三妻       |
| 1981年   | 出線               | 丁小嘉     |

### 其他
- 1994年：RTHK 香江歲月
- 2014年：網絡短劇《公屋●居屋●私樓 （页面存档备份，存于）》（正治製作）
- 2015年：HKTV 爆Talk
- 2017年：築·動·愛
- 2017年：Ben Sir睇樓團

### 廣告
- 香港年金
- 2023年：惠康超級市場（與姜麗文合作）[3]

## 電影
- 1972年：《朱門怨》
- 1973年：《香港1973》
- 1973年：《顶天立地》
- 1974年：《啼笑夫妻》
- 1974年：《街知巷闻》
- 1975年：《拍案惊奇》
- 1975年：《蛊惑佬寻春》
- 1975年：《七彩满天神佛》
- 1976年：《失魂炳与绰头王》
- 1976年：《乾隆皇奇遇记》
- 1977年：《乱龙搏懵》
- 1978年：《爱欲狂潮》
- 1978年：《伦文叙与沙三少》
- 1979年：《伦文叙智斗柳先开》
- 1979年：《风水奇谭》
- 1980年：《醒目仔》
- 1982年：《浣花洗剑录》
- 1985年：《流氓公僕》
- 1985年：《空中少爷》
- 1986年：《龍在江湖》
- 1989年：《福星臨門》
- 1989年：《望夫成龍》
- 1990年：《賭聖》
- 1991年：《賭聖延續篇：賭霸》
- 1993年：《一屋哨牙鬼》
- 1994年：《新男欢女爱》
- 1994年：《性事奇趣录之阉夫》
- 2002年：《情迷個半月》
- 2004年：《男上女下》
- 2009年：《游龍戲鳳》
- 2011年：《不再讓你孤單》
- 2014年：《香港仔》
- 2015年：《鴨王》
- 2017年：《西謊極落之太爆太子太空艙》
- 2024年：《出租家人》

## 舞台演出
- 2019年：《盧師動眾Madam Show》棟篤笑 2019
- 2019年：《耳愛傳聲》邁向15週年慈善演唱會2019

## 廣告作品
- 添寧紙尿褲
- 香港年金
- 卓營方關節修護乳霜
- 安記全新星廚鮑魚（與周嘉洛）

## 獎項及提名
| 年份 | 獎項                                                              | 角色             | 結果             |
| ---- | ----------------------------------------------------------------- | ---------------- | ---------------- |
| 1975 | 香港電視周刊主辦「1974年度全港最受歡迎電視藝員選舉」 女演員銀像獎 |                  | 獲獎             |
| 2018 | 《萬千星輝頒獎典禮2018》 「最佳女配角」                           | 《BB來了》康麗貞 | 提名（最後五強） |
| 2018 | 《萬千星輝頒獎典禮2018》 專業演員大獎                             | 《BB來了》康麗貞 | 獲獎             |

## 備註
1. ↑  2014年6月23日在新城997恐怖熱線節目中透露

## 外部連結
- 盧宛茵在香港影庫上的簡介